# Lijst van Amerikaanse ministers van Veteranenzaken
De minister van Veteranenzaken (Engels: Secretary of Veterans Affairs) leidt het ministerie van Veteranenzaken van de Verenigde Staten.
| Nr.   | Nr. | Minister van Veteranenzaken Secretary of Veterans Affairs | Minister van Veteranenzaken Secretary of Veterans Affairs | Ambtstermijn      | Ambtstermijn      | Partij(en) | President(en)                | Kabinet(en) |
| ----- | --- | --------------------------------------------------------- | --------------------------------------------------------- | ----------------- | ----------------- | ---------- | ---------------------------- | ----------- |
| 1     |     | Ed Derwinski                                              | Ed Derwinski (1926–2012)                                  | 15 maart 1989     | 26 september 1992 | R          | George H.W. Bush (1989–1993) | G.H.W. Bush |
| [ 2 ] |     | Anthony Principi                                          | Anthony Principi (1944)                                   | 26 september 1992 | 20 januari 1993   | R          | George H.W. Bush (1989–1993) | G.H.W. Bush |
| 2     |     | Jesse Brown                                               | Jesse Brown (1944–2002)                                   | 20 januari 1993   | 1 juli 1997       | D          | Bill Clinton (1993–2001)     | Clinton     |
| [ 2 ] |     | Hershel Gober                                             | Hershel Gober (1936)                                      | 1 juli 1997       | 1 januari 1998    | D          | Bill Clinton (1993–2001)     | Clinton     |
| 3     |     | Togo West                                                 | Togo West (1942–2018)                                     | 1 januari 1998    | 25 juli 2000      | D          | Bill Clinton (1993–2001)     | Clinton     |
| [ 2 ] |     | Hershel Gober                                             | Hershel Gober (1936)                                      | 25 juli 2000      | 20 januari 2001   | D          | Bill Clinton (1993–2001)     | Clinton     |
| 4     |     | Anthony Principi                                          | Anthony Principi (1944)                                   | 20 januari 2001   | 26 januari 2005   | R          | George W. Bush (2001–2009)   | G.W. Bush   |
| 5     |     | Jim Nicholson                                             | Jim Nicholson (1938)                                      | 26 januari 2005   | 1 oktober 2007    | R          | George W. Bush (2001–2009)   | G.W. Bush   |
| [ 2 ] |     | Gordon Mansfield                                          | Gordon Mansfield (1941–2013)                              | 1 oktober 2007    | 20 december 2007  | R          | George W. Bush (2001–2009)   | G.W. Bush   |
| 6     |     | James Peake                                               | James Peake (1944)                                        | 20 december 2007  | 20 januari 2009   | R          | George W. Bush (2001–2009)   | G.W. Bush   |
| 7     |     | Eric Shinseki                                             | Eric Shinseki (1942)                                      | 20 januari 2009   | 30 mei 2014       | O          | Barack Obama (2009–2017)     | Obama       |
| [ 2 ] |     | Sloan Gibson                                              | Sloan Gibson (1952)                                       | 30 mei 2014       | 30 juli 2014      | R          | Barack Obama (2009–2017)     | Obama       |
| 8     |     | Robert McDonald                                           | Robert McDonald (1953)                                    | 30 juli 2014      | 20 januari 2017   | R          | Barack Obama (2009–2017)     | Obama       |
| [ 2 ] |     | Robert Snyder                                             | Robert Snyder (1962)                                      | 20 januari 2017   | 14 februari 2017  | O          | Donald Trump (2017–2021)     | Trump I     |
| 9     |     | David Shulkin                                             | David Shulkin (1959)                                      | 14 februari 2017  | 28 maart 2018     | O          | Donald Trump (2017–2021)     | Trump I     |
| [ 2 ] |     | Robert Wilkie                                             | Robert Wilkie (1962)                                      | 28 maart 2018     | 29 mei 2018       | R          | Donald Trump (2017–2021)     | Trump I     |
| [ 2 ] |     | Peter O'Rourke                                            | Peter O'Rourke (1966)                                     | 29 mei 2018       | 30 juli 2018      | R          | Donald Trump (2017–2021)     | Trump I     |
| 10    |     | Robert Wilkie                                             | Robert Wilkie (1962)                                      | 30 juli 2018      | 20 januari 2021   | R          | Donald Trump (2017–2021)     | Trump I     |
| [ 2 ] |     | Dat Tran                                                  | Dat Tran                                                  | 20 januari 2021   | 9 februari 2021   | O          | Joe Biden (2021–2025)        | Biden       |
| 11    |     | Denis McDonough                                           | Denis McDonough (1969)                                    | 9 februari 2021   | 20 januari 2025   | D          | Joe Biden (2021–2025)        | Biden       |
| [ 2 ] |     | Todd Hunter                                               | Todd Hunter (1974)                                        | 20 januari 2025   | 5 februari 2025   | O          | Donald Trump (2025–heden)    | Trump II    |
| 12    |     | Doug Collins                                              | Doug Collins (1966)                                       | 5 februari 2025   | heden             | R          | Donald Trump (2025–heden)    | Trump II    |